# Barbados industriarv

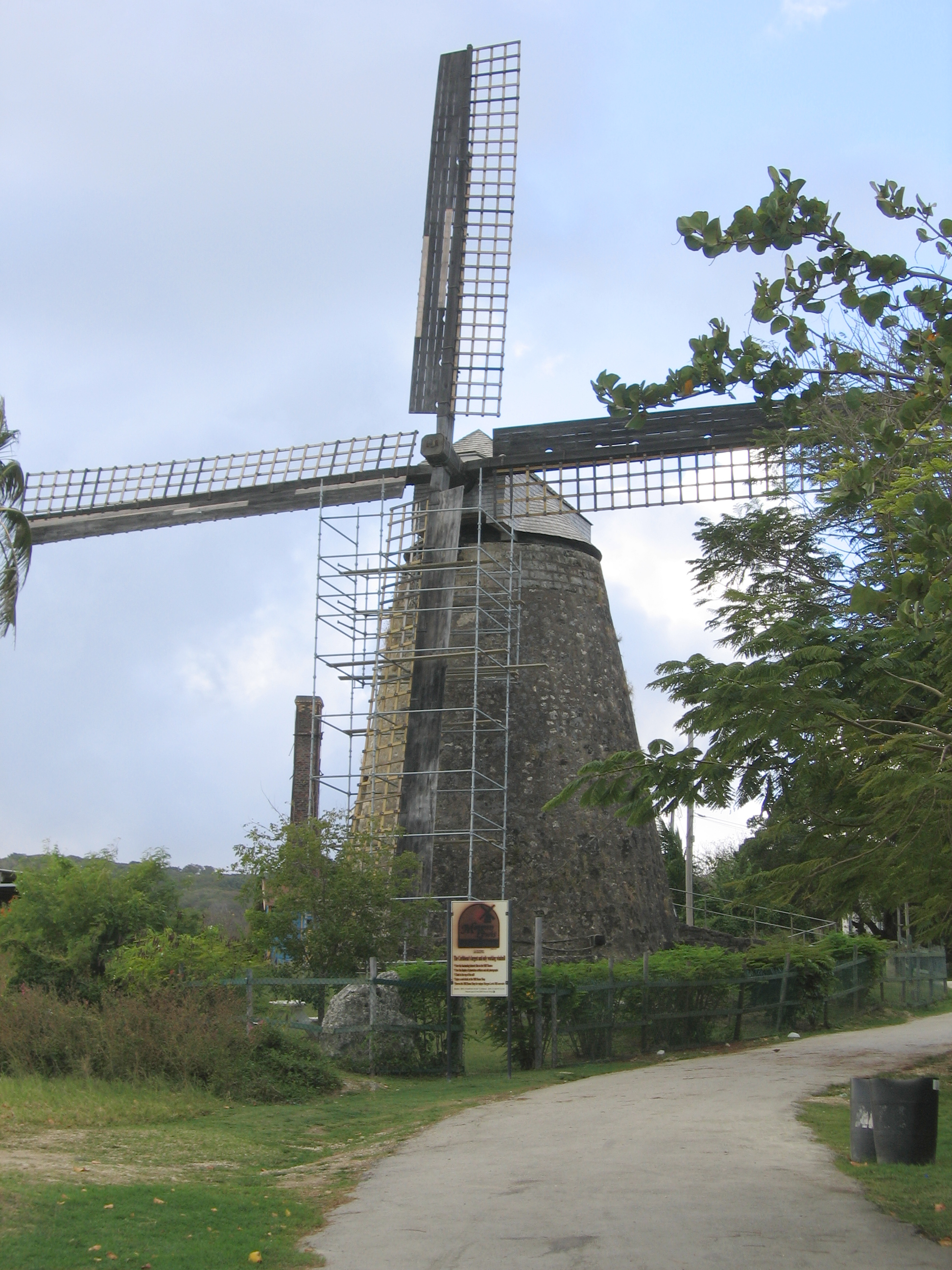
Morgan Lewis väderkvarn

Barbados industriarv är ett kulturarv på Barbados som sedan 18 januari 2005 är uppsatt på Barbados lista över planerade världsarvsnomineringar (Barbados tentativa världsarvslista). Kulturarvet omfattar olika anläggningar kopplade till sockerproduktionens historia på ön såsom:
- Codrington College - Ett college som från början var ett sockerplantage. Byggdes kring ett gammalt fornminne.
- Morgan Lewis väderkvarn
- St Nicholas Abbey - En av endast tre kvarvarande byggnader på västra halvklotet i jakobinsk stil. En annan av dessa är godset Drax Hall, också i Barbados.
- Newton Plantation - Ett före detta sockerplantage som var verksamt 1670-1833. Kvarlevorna efter nära 600 slavar har hittats på anläggningens markområde, vid en gravplats bestående av låga högar.[1]